# Bartender (canção)
Bartender é uma canção do cantor de R&B estadunidense T-Pain, lançada como segundo single de seu segundo álbum de estúdio Epiphany. A canção conta com a participação do cantor de R&B e Hip-Hop senegalês Akon. Em 2008 o single foi nomeado ao Grammy Awards na categoria "Best R&B Performance by a Duo or Group with Vocals".

## Vídeo da música
O vídeo estreou na Yahoo! Music e no programa Access Granted da emissora de televisão BET em 13 de junho de 2007. O videoclipe apresenta T-Pain dançando na frente de um bar e flertando com uma garçonete e conta com participação de Akon. 

## Desempenho nas paradas
gráficos semanais
| Paradas (2007)                               | Melhor posição |
| -------------------------------------------- | -------------- |
| Canadá (Canadian Hot 100)                    | 46             |
| Estados Unidos (Billboard Hot 100)           | 5              |
| Estados Unidos (Billboard Radio Songs)       | 3              |
| Estados Unidos (Billboard Mainstream Top 40) | 9              |
| Estados Unidos (Billboard R&B/Hip-Hop Songs) | 9              |
| Estados Unidos (Billboard Rhythmic Songs)    | 1              |
| Mundo (Singles Top 40)                       | 33             |
| Nova Zelândia (Recorded Music NZ)            | 1              |

## Remix
O remix oficial da canção conta com a participação de The-Dream, Chingy e Trae tha Truth.